# 노르베르트 하우크

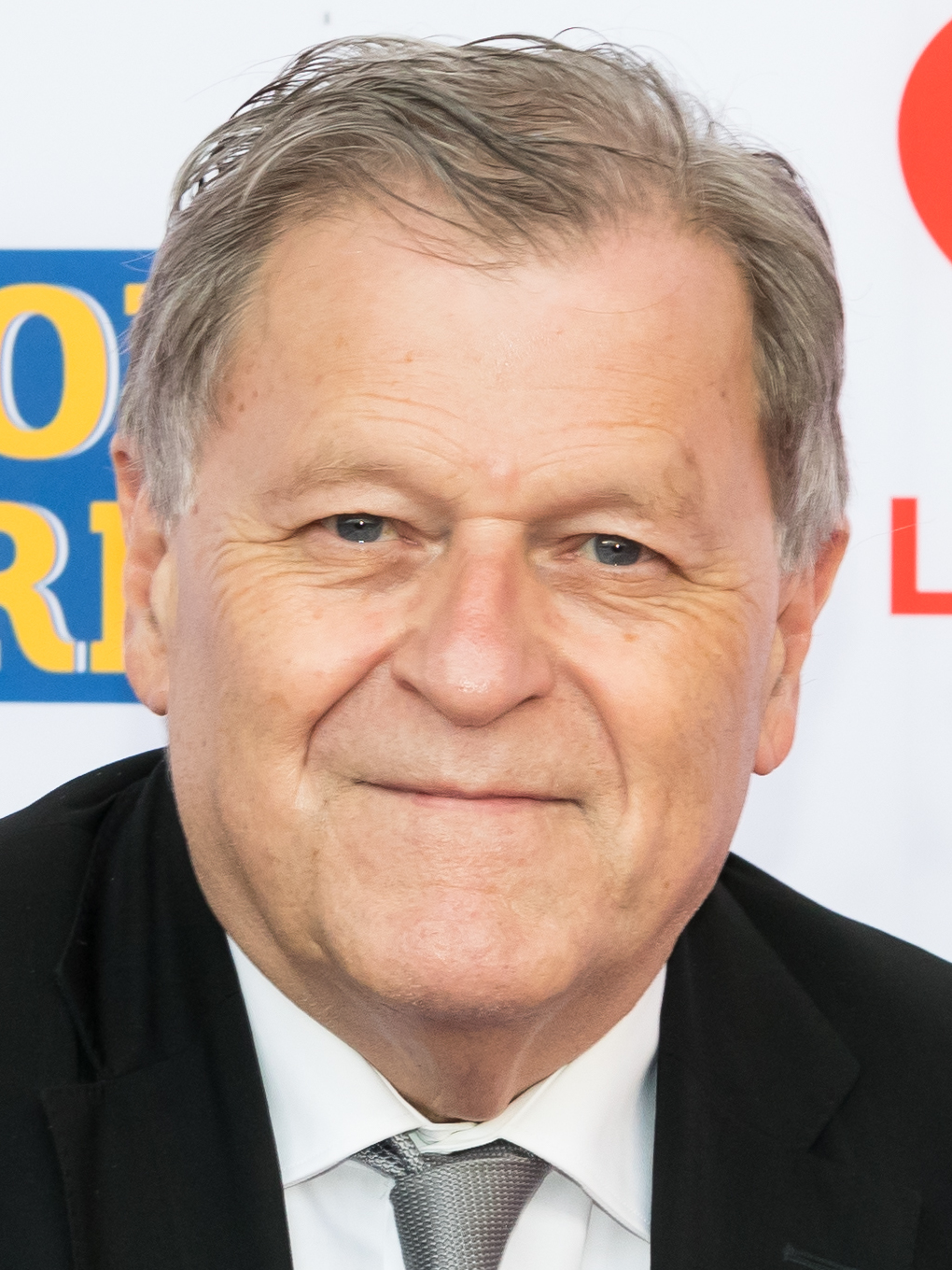

노르베르트 하우크 (Norbert Haug, 1952년 11월 24일 ~ )는 독일의 저널리스트이다. 포르츠하임에 있는 그의 고향의 일간지에서 도제로 경력을 시작했다. 휠과 엔진에 관한, 특히 경주용 차량에 대한 노르베르트 하우크의 열렬함은 그의 프로페셔널한 관심과 함께 하는 스포츠에 대한 사랑과 결합되어 그를 슈투트가르트의 출판사인 모토르 프레세 베를라크에 발탁되게 했다.
1990년 10월부터 하우크는 메르세데스-벤츠 모터 스포츠 활동의 모든 것을 책임지게 되었다. 이 시기는 메르세데스-벤츠가 그들이 참여한 모든 모터 스포츠 범주에서 챔피언십 타이틀을 쓸어 담던 시기였다. 미카 하키넨은 1998년과 1999년 포뮬러 1 드라이버 월드 챔피언십에서 우승했으며 1998년에 매클래런 메르세데스는 컨스트럭터 월드 챔피언십을 거머쥐었다.
또한 1990년대를 걸쳐서 메르세데스-벤츠는 1992, 1994, 그리고 1995년 독일 투어링카 (DTM) 챔피언이었으며, 1995년 국제 투어링 카 (ITC) 챔피언이었다. 1997년에 메르세데스-벤츠는 미국의 CART 챔피언십에서 제조사 순위 정상이었다. 1997년과 1998년에 AMG 메르세데스는 FIA GT 챔피언십에서 드라이버와 팀 타이틀 모두를 차지했다. 2000년에 다시 출전하면서, 메르세데스-벤츠는 DTM에서 일곱 차례 타이틀 중 다섯 번을 차지했으며 베른트 슈나이더가 2000, 2001, 2003, 2006년에, 개리 파펫이 2005년에 우승했다.
2010년 창설된 메르세데스 GP F-1 팀의 수장이다.